# Episodi di Poltergeist (seconda stagione)
La seconda stagione della serie televisiva Poltergeist, composta da 22 episodi, è andata in onda su Sci Fi Channel dal 9 marzo 1997 al 17 agosto 1997.
In Italia è andata in onda su TMC2.
| nº | Titolo originale         | Titolo italiano | Prima TV USA   | Prima TV Italia |
| -- | ------------------------ | --------------- | -------------- | --------------- |
| 1  | The New Guard            |                 | 9 marzo 1997   |                 |
| 2  | Black Widow              |                 | 9 marzo 1997   |                 |
| 3  | Lights Out!              |                 | 14 marzo 1997  |                 |
| 4  | Spirit Thief             |                 | 21 marzo 1997  |                 |
| 5  | The Gift                 |                 | 28 marzo 1997  |                 |
| 6  | Transference             |                 | 4 aprile 1997  |                 |
| 7  | Dark Angel               |                 | 11 aprile 1997 |                 |
| 8  | Lives in the Balance     |                 | 18 aprile 1997 |                 |
| 9  | Rough Beast              |                 | 25 aprile 1997 |                 |
| 10 | Ransom                   |                 | 2 maggio 1997  |                 |
| 11 | Finding Richter          |                 | 9 maggio 1997  |                 |
| 12 | Repentance               |                 | 23 maggio 1997 |                 |
| 13 | The Devil's Lighthouse   |                 | 30 maggio 1997 |                 |
| 14 | Lullaby                  |                 | 13 giugno 1997 |                 |
| 15 | Silent Partner           |                 | 20 giugno 1997 |                 |
| 16 | Shadow Fall              |                 | 27 giugno 1997 |                 |
| 17 | Mind's Eye               |                 | 4 luglio 1997  |                 |
| 18 | Fear                     |                 | 18 luglio 1997 |                 |
| 19 | Someone to Watch Over Me |                 | 25 luglio 1997 |                 |
| 20 | Let Sleeping Demons Lie  |                 | 3 agosto 1997  |                 |
| 21 | Trapped                  |                 | 10 agosto 1997 |                 |
| 22 | The Choice               |                 | 17 agosto 1997 |                 |